# باول لي بلان
باول لي بلان (بالإنجليزية: Paul Le Blanc)‏ هو مؤرخ أمريكي، ولد في 1947.